# Quatrième circonscription de Paris
Pour les articles homonymes, voir Quatrième circonscription de Paris de 1958 à 1986 et Quatrième circonscription de Paris de 1988 à 2012.
La quatrième circonscription de Paris est l'une des 18 circonscriptions électorales françaises que compte le département de Paris (75) situé en région Île-de-France, depuis le redécoupage des circonscriptions électorales réalisé en 2010 et applicable à partir des élections législatives de juin 2012.

## Délimitation de la circonscription
La loi du 23 février 2010 ratifie l'ordonnance du 29 juillet 2009, laquelle détermine la répartition des sièges et la délimitation des circonscriptions pour l'élection des députés.
La circonscription est délimitée ainsi : une partie du 17e arrondissement, comprenant les quartiers des Ternes et de la Plaine-de-Monceaux, ainsi qu'une partie du 16e arrondissement, comprenant le quartier de Chaillot et une portion du quartier de la Porte-Dauphine située au nord de la rue de la Pompe et de la rue Saint-Didier.
Cette délimitation s'applique donc à partir de la XIVe législature de la Cinquième République française.
Cette quatrième circonscription de Paris correspond à l'adjonction de la majeure partie de la précédente seizième circonscription et de la moitié nord de la quinzième.

## Députés
| Législature | Début de mandat | Fin de mandat   | Député                 | Parti politique | Observations |
| ----------- | --------------- | --------------- | ---------------------- | --------------- | --- |
| XIVe        | 20 juin 2012    | 20 juin 2017    | Bernard Debré          | UMP             | |
| XVe         | 21 juin 2017    | 21 juin 2022    | Brigitte Kuster        | LR              | |
| XVIe        | 22 juin 2022    | 9 juin 2024     | Astrid Panosyan-Bouvet | RE              | Mandat écourté à la suite d'une dissolution parlementaire décidée par Emmanuel Macron.                                 |
| XVIIe       | 8 juillet 2024  | 21 octobre 2024 | Astrid Panosyan-Bouvet | RE              | Nommée ministre du Travail et de l'Emploi, Astrid Panosyan-Bouvet laisse son siège à sa suppléante Emmanuelle Hoffman. |

## Résultats électoraux

### Élections législatives de 2012
| Candidat                          | Candidat              | Parti          | Premier tour | Premier tour | Second tour | Second tour |  |
| Candidat                          | Candidat              | Parti          | Voix         | %            | Voix        | %           |  |
| --------------------------------- | --------------------- | -------------- | ------------ | ------------ | ----------- | ----------- |  |
|                                   | Bernard Debré élu     | UMP (NC)       | 17 595       | 45,07        | 20 526      | 100,00      |  |
|                                   | Brigitte Kuster       | diss. UMP      | 8 981        | 23,01        | Retrait     | Retrait     |  |
|                                   | Agnès Pannier         | PS             | 6 913        | 17,71        |             |             |  |
|                                   | Jean Mairey           | RBM (FN)       | 2 005        | 5,14         |             |             |  |
|                                   | Martine Le Gall       | CpF (MoDem)    | 860          | 2,20         |             |             |  |
|                                   | Isabelle Faugeras     | EÉLV           | 783          | 2,01         |             |             |  |
|                                   | Fabienne Dos Santos   | FG (PCF) (GU)  | 506          | 1,30         |             |             |  |
|                                   | Amaury Derville       | PCD            | 381          | 0,98         |             |             |  |
|                                   | Alexis Kraland        | Pirate         | 249          | 0,64         |             |             |  |
|                                   | Laurence Petit        | Divers droite  | 195          | 0,50         |             |             |  |
|                                   | Laurent Bolac         | DLR            | 175          | 0,45         |             |             |  |
|                                   | Pascal Jean Gimenez   | AÉI            | 131          | 0,34         |             |             |  |
|                                   | Patrick de Villenoisy | AR             | 104          | 0,27         |             |             |  |
|                                   | Bernard Atlan         | PL             | 91           | 0,23         |             |             |  |
|                                   | Pierre Lévenard       | LO             | 46           | 0,12         |             |             |  |
|                                   | Marie-Laure Bach      | Divers         | 24           | 0,06         |             |             |  |
|                                   |                       |                |              |              |             |             |  |
| Inscrits                          | Inscrits              | Inscrits       | 67 401       | 100,00       | 67 393      | 100,00      |  |
| Abstentions                       | Abstentions           | Abstentions    | 28 142       | 41,75        | 41 697      | 61,87       |  |
| Votants                           | Votants               | Votants        | 39 259       | 58,25        | 25 696      | 38,13       |  |
| Blancs et nuls                    | Blancs et nuls        | Blancs et nuls | 220          | 0,56         | 5 170       | 20,12       |  |
| Exprimés                          | Exprimés              | Exprimés       | 39 039       | 99,44        | 20 526      | 79,88       |  |
| Source : Ministère de l'Intérieur |                       |                |              |              |             |             |  |

### Élections législatives de 2017
Les élections législatives se sont déroulées les dimanches 11 et 18 juin 2017.
|                                                                        |                                                                          |                           |                           |                          |                          |
|                                                                        |                                                                          | Premier tour 11 juin 2017 | Premier tour 11 juin 2017 | Second tour 18 juin 2017 | Second tour 18 juin 2017 |
|                                                                        |                                                                          |                           |                           |                          |                          |
|                                                                        |                                                                          | Nombre                    | % des inscrits            | Nombre                   | % des inscrits           |
| Inscrits                                                               | Inscrits                                                                 | 69 762                    | 100,00                    | 69 753                   | 100,00                   |
| Abstentions                                                            | Abstentions                                                              | 30 956                    | 44,37                     | 35 606                   | 51,05                    |
| Votants                                                                | Votants                                                                  | 38 806                    | 55,63                     | 34 147                   | 48,95                    |
|                                                                        |                                                                          |                           | % des votants             |                          | % des votants            |
| Bulletins blancs                                                       | Bulletins blancs                                                         | 195                       | 0,50                      | 834                      | 2,44                     |
| Bulletins nuls                                                         | Bulletins nuls                                                           | 79                        | 0,20                      | 265                      | 0,78                     |
| Suffrages exprimés                                                     | Suffrages exprimés                                                       | 38 532                    | 99,29                     | 33 048                   | 96,78                    |
|                                                                        |                                                                          |                           |                           |                          |                          |
| Candidat Étiquette politique (partis et alliances)                     | Candidat Étiquette politique (partis et alliances)                       | Voix                      | % des exprimés            | Voix                     | % des exprimés           |
|                                                                        |                                                                          |                           |                           |                          |                          |
|                                                                        | Ilana Cicurel La République en marche                                    | 17 726                    | 46,00                     | 16 024                   | 48,49                    |
|                                                                        | Brigitte Kuster Les Républicains (Union des démocrates et indépendants)  | 14 032                    | 36,42                     | 17 024                   | 51,51                    |
|                                                                        | Mélanie Monier La France insoumise                                       | 1 402                     | 3,64                      |                          |                          |
|                                                                        | Ève Froger Front national                                                | 1 108                     | 2,88                      |                          |                          |
|                                                                        | Fabrice Dassie Parti socialiste                                          | 950                       | 2,47                      |                          |                          |
|                                                                        | Hanna Clairière Europe Écologie Les Verts                                | 912                       | 2,37                      |                          |                          |
|                                                                        | Claudine Cardot Parti chrétien-démocrate                                 | 612                       | 1,59                      |                          |                          |
|                                                                        | Jean-Marc Fayolle Divers droite (577-Les Indépendants)                   | 533                       | 1,38                      |                          |                          |
|                                                                        | Jérôme Hirigoyen Parti animaliste                                        | 301                       | 0,78                      |                          |                          |
|                                                                        | Nadejda Silanina Debout la France                                        | 295                       | 0,77                      |                          |                          |
|                                                                        | Fabienne Dos Santos Parti communiste français (République et socialisme) | 148                       | 0,38                      |                          |                          |
|                                                                        | Arnaud Vojinovic Union populaire républicaine                            | 129                       | 0,33                      |                          |                          |
|                                                                        | Michel Simonnot Civitas                                                  | 105                       | 0,27                      |                          |                          |
|                                                                        | Alice de Soultrait Divers (Allons enfants !)                             | 105                       | 0,27                      |                          |                          |
|                                                                        | Michel Ramel Divers droite                                               | 64                        | 0,17                      |                          |                          |
|                                                                        | Florent Barbè Parti pirate                                               | 48                        | 0,12                      |                          |                          |
|                                                                        | Pierre Lévenard Lutte ouvrière                                           | 47                        | 0,12                      |                          |                          |
|                                                                        | Jean-Charles Baudoin Écologiste (Mouvement 100 %)                        | 15                        | 0,04                      |                          |                          |
| Source : Ministère de l'Intérieur - Quatrième circonscription de Paris |                                                                          |                           |                           |                          |                          |

### Élections législatives de 2022
Les élections législatives françaises de 2022 se sont déroulées les dimanches 12 et 19 juin 2022.
|                                                    |                                                                                   |                           |                           |                          |                          |
|                                                    |                                                                                   | Premier tour 12 juin 2022 | Premier tour 12 juin 2022 | Second tour 19 juin 2022 | Second tour 19 juin 2022 |
|                                                    |                                                                                   |                           |                           |                          |                          |
|                                                    |                                                                                   | Nombre                    | % des inscrits            | Nombre                   | % des inscrits           |
| Inscrits                                           | Inscrits                                                                          | 72 974                    | 100                       | 72 986                   | 100                      |
| Abstentions                                        | Abstentions                                                                       | 34 300                    | 47,00                     | 36 764                   | 50,37                    |
| Votants                                            | Votants                                                                           | 38 674                    | 53,00                     | 36 222                   | 49,63                    |
|                                                    |                                                                                   |                           | % des votants             |                          | % des votants            |
| Bulletins blancs                                   | Bulletins blancs                                                                  | 243                       | 0,63                      | 1 377                    | 3,80                     |
| Bulletins nuls                                     | Bulletins nuls                                                                    | 93                        | 0,24                      | 297                      | 0,82                     |
| Suffrages exprimés                                 | Suffrages exprimés                                                                | 38 338                    | 99,13                     | 34 548                   | 95,38                    |
|                                                    |                                                                                   |                           |                           |                          |                          |
| Candidat Étiquette politique (partis et alliances) | Candidat Étiquette politique (partis et alliances)                                | Voix                      | % des exprimés            | Voix                     | % des exprimés           |
|                                                    |                                                                                   |                           |                           |                          |                          |
|                                                    | Astrid Panosyan-Bouvet Ensemble                                                   | 15 728                    | 41,03                     | 19 158                   | 55,45                    |
|                                                    | Brigitte Kuster* Les Républicains                                                 | 11 085                    | 28,92                     | 15 389                   | 44,55                    |
|                                                    | Natalie Depraz Nouvelle Union populaire écologique et sociale La France insoumise | 5 087                     | 13,27                     |                          |                          |
|                                                    | Garen Shnorhokian Reconquête                                                      | 3 252                     | 8,48                      |                          |                          |
|                                                    | Annie Marcelle Mauricette Lavenier Rassemblement national                         | 1 412                     | 3,68                      |                          |                          |
|                                                    | Chantal Eclou Écologie au centre                                                  | 857                       | 2,24                      |                          |                          |
|                                                    | Dayana Bonilla Parti animaliste                                                   | 393                       | 1,03                      |                          |                          |
|                                                    | Jérôme Perreau Résistons                                                          | 183                       | 0,48                      |                          |                          |
|                                                    | Adrien Touati Parti pirate                                                        | 174                       | 0,45                      |                          |                          |
|                                                    | Karim Britel Divers droite                                                        | 89                        | 0,23                      |                          |                          |
|                                                    | Pierre Lévenard Lutte ouvrière                                                    | 75                        | 0,20                      |                          |                          |
|                                                    | Francine Freudberg L'écologie notre priorité                                      | 1                         | 0,00                      |                          |                          |
|                                                    | Kévin Guillas-Cavan Divers gauche                                                 | 0                         | 0,00                      |                          |                          |
| * Députée sortante                                 |                                                                                   |                           |                           |                          |                          |

### Élections législatives de 2024
| Candidat                 | Candidat                 | Parti et coalition       | Nuances                  | Premier tour | Premier tour | Second tour | Second tour |
| Candidat                 | Candidat                 | Parti et coalition       | Nuances                  | Voix         | %            | Voix        | %           |
| ------------------------ | ------------------------ | ------------------------ | ------------------------ | ------------ | ------------ | ----------- | ----------- |
|                          | Astrid Panosyan-Bouvet   | RE (ENS)                 | ENS                      | 19 677       | 37,19        | 24 026      | 51,93       |
|                          | Geoffroy Boulard         | LR - NÉ                  | DVD                      | 14 048       | 26,55        | 22 236      | 48,07       |
|                          | Théa Fourdrinier         | PP (NFP)                 | UG                       | 9 474        | 17,91        | Retrait     | Retrait     |
|                          | Arnaud Dassier           | RAD (RN)                 | UXD                      | 8 227        | 15,55        |             |             |
|                          | Olivier Courtois         | REC                      | REC                      | 1 135        | 2,15         |             |             |
|                          | Pierre Levenard          | LO                       | EXG                      | 105          | 0,20         |             |             |
|                          | Karim Britel             | SE                       | DIV                      | 99           | 0,19         |             |             |
|                          | Laetitia Lauron          | PS                       | DVG                      | 84           | 0,16         |             |             |
|                          | Guillaume Cardon         | SE                       | DIV                      | 56           | 0,11         |             |             |
|                          | Emile Mahieu             | NPA-R                    | EXG                      | 0            | 0            |             |             |
|                          |                          |                          |                          |              |              |             |             |
| Suffrages exprimés       | Suffrages exprimés       | Suffrages exprimés       | Suffrages exprimés       | 52 905       | 99,13        | 46 262      | 96,27       |
| Votes blancs             | Votes blancs             | Votes blancs             | Votes blancs             | 313          | 0,59         | 1 423       | 2,96        |
| Votes nuls               | Votes nuls               | Votes nuls               | Votes nuls               | 153          | 0,29         | 369         | 0,77        |
| Total                    | Total                    | Total                    | Total                    | 53 371       | 100          | 48 054      | 100         |
| Abstention               | Abstention               | Abstention               | Abstention               | 19 833       | 27,09        | 25 150      | 34,36       |
| Inscrits / participation | Inscrits / participation | Inscrits / participation | Inscrits / participation | 73 204       | 72,91        | 73 204      | 65,64       |